# 加古氏
加古氏（かこうじ）は、武家のひとつ。本姓は源氏。家系は清和源氏のひとつ河内源氏の名門　源義国を祖とする足利氏の支族の一つ。

## 概要
足利泰氏の子の加古基氏を祖とする。下野の足利荘加子郷（現・栃木県足利市久保田町）から起こったため、加古姓を名乗った。
多くの足利一族は三河や陸奥など他国の足利氏の領地を分け与えられ分家し家を興した中で加古氏と小俣氏は下野、中でも足利荘の荘園内の一郷を与えられた点が注目される。
基氏の娘は室町幕府の初代将軍・足利尊氏の室となり、長子である足利竹若丸を産んだが、この竹若丸は鎌倉幕府滅亡時の混乱で北条氏の刺客により殺された。基氏の男子として信氏・貞基・兼氏らがいる。
加古氏は後に室町将軍家に奉公衆として仕えた京都加古氏と関東に下り鎌倉公方に仕えた関東加古氏らに分かれた。

### 京都奉公衆加古氏
基氏の長子は信氏といい民部少輔を称した。子に直氏がおり子孫は室町幕府の奉公衆五番組に属し栄えた。代々が京都で将軍家の警護をしていた。この加古氏を民部大輔家ともいう。

### 関東加古氏
加古氏の分流は下野足利荘の古郷に戻り在国衆と呼ばれた。基氏の三子を兼氏といい、兼氏の子を直兼という。直兼は宮内少輔を称し加古宮内少輔家を新たに興し、祖となった。

### 系図
加古基氏ー信氏ー直氏＝氏基（京都加古氏祖）ー満基ー持基ー教基ー成基ー煕基ー澄基ー晴基ー藤基ー昭基